# Andrés Ardila
Andrés Camilo Ardila Ordoñez (Mariquita, 2 juni 1999) is een Colombiaans wielrenner.

## Carrière
Ardila maakte indruk in 2019 door de Girobio, de Ronde van Italië voor beloften, te winnen met ruime voorsprong op landgenoten Einer Rubio en Juan Diego Alba. Met die prestatie verdiende hij een contract bij UAE Team Emirates. Hij zou tot en met 2022 rijden bij de UCI World Tour-ploeg en per 2023 overstappen naar Burgos BH, dat eind augustus datzelfde jaar afscheid van hem nam. In 2024 tekende hij bij de Colombiaanse ploeg Nu Colombia. In augustus 2025 won hij de Ronde van Guadeloupe, bestaande uit een proloog en negen etappes, waar hij bijna anderhalve minuut voorsprong had verzameld op de nummer twee; Stéfan Bennett.

## Palmares
2017
 Colombiaans kampioenschap tijdrijden, junioren
2019
4e en 5e etappe Ronde van Italië voor beloften
Eind- en jongerenklassement Ronde van Italië voor beloften
2021
 Colombiaans kampioenschap tijdrijden, elite
2024
6e etappe Ronde van Guatemala
2025
8e etappe Ronde van Guadeloupe
Eindklassement Ronde van Guadeloupe

### Resultaten in voornaamste wedstrijden
|      | \| Jaar \| Luik-Bast.‑Luik \| Waalse Pijl \| Clásica San Sebastián \| \| ---- \| --------------- \| ----------- \| --------------------- \| \| 2020 \| opgave \| opgave \| \| \| 2021 \| \| \| \| \| 2022 \| \| \| \| \| 2023 \| \| \| opgave \| |             |                       |
| Jaar | Luik-Bast.‑Luik | Waalse Pijl | Clásica San Sebastián |
| 2020 | opgave | opgave      |                       |
| 2021 | |             |                       |
| 2022 | |             |                       |
| 2023 | |             | opgave                |

## Ploegen
- 2020 –  UAE Team Emirates
- 2021 –  UAE Team Emirates
- 2022 –  UAE Team Emirates
- 2023 –  Burgos-BH (tot 23 augustus)
- 2024 –  Nu Colombia
- 2025 –  Nu Colombia

Ardila · Aru · Bjerg · Bohli · Bystrøm · Conti · Costa · Covi · De la Cruz · Dombrowski · Formolo · Gaviria · Henao · Kristoff · Laengen · Marcato · McNulty · Mirza · Molano · Muñoz · I. Oliveira · R. Oliveira · Philipsen · Pogačar · Polanc · Ravasi · Raboesjenka · Richeze · Troia · Ulissi
Ardila · Ayuso (vanaf 15 juni) · Bjerg · Bystrøm · Conti · Costa · Covi · De la Cruz · Dombrowski · Fisher-Black (vanaf 14 juli) · Formolo · Gaviria · Gibbons · Hirschi · Kristoff · Laengen · Majka · Marcato · McNulty · Mirza · Molano · Muñoz · I. Oliveira · R. Oliveira · Pogačar · Polanc · Raboesjenka · Richeze · Trentin · Troia · Ulissi· Groß (stagiair)
Ackermann · Almeida · Ardila · Ayuso · Bennett · Bjerg · Brunel (tot 2/6) · Costa · Covi · Fisher-Black · Formolo · Gaviria · Gibbons · Groß · Hirschi · Hodeg · Laengen · Majka · McNulty · Mirza · Molano · I. Oliveira · R. Oliveira · Pogačar · Polanc · Richeze · Soler · Suter · Trentin · Troia · Ulissi · Andersen (stagiair) · Kluckers (stagiair) · Knight (stagiair)
Alleno · Álvarez · Angulo · Aparicio · Ardila (tot 23/8) · Barthe · Bol · Díaz · Ezquerra · Fagundez · M. Fernández · Franco · Fuentes · Langellotti · Madrazo · Mora (vanaf 9/5) · Navarro · Okamika · Orts · Pelegrí · Peñalver · Sánchez · Delgado (stagiair) · S. Fernandez (stagiair)